# Лисичник (Быховский район)
Лиси́чник (бел. Лісічнік) — деревня в составе Следюковского сельсовета Быховского района Могилёвской области Республики Беларусь.

## Население
- 2010 год — 24 человека